# Dele 刪除人生
《删除人生》為2018年日本朝日電視台製作的週五晚間連續劇，由山田孝之、菅田將暉主演，編劇為本多孝好及金城一紀等，共分為8個單元故事。台灣名爲《刪除人生》，KKTV同步跟播。

## 劇情大綱
「刪除人生」事務所，協助顧客在死亡後刪除不想被人看到的資料，由坂上圭司（山田孝之 飾）成立營運。圭司的姊姊坂上舞（麻生久美子 飾）是一名律師，在律師事務所的業務中發掘真柴祐太郎（菅田將暉 飾）有特殊的潛力，便將他轉介到圭司的事務所做助手。只要確認死亡便刪除資料，原為很簡單的流程；但在對當事人瞭解越深後，越難決定是否就這樣按下删除鍵⋯⋯

## 登場人物
坂上圭司 － 山田孝之（粵語配音：陳健豪）
冷靜聰明的電腦駭客，因不明的疾病下身癱瘓需坐輪椅，處理案件原則原為確認死亡便刪除資料，從不開啟客戶個人隱私，自從搭檔祐太郎加入後，開始動搖，並一同與祐太郎深入委託人的人生。
真柴祐太郎－菅田將暉（粵語配音：杜景煜）
聰明伶俐的少年，過去及背景成謎，有一顆純真的心，樂於助人，幾度因希望幫助委託人或其的家屬、朋友，而惹上麻煩，但卻樂此不疲。
坂上舞－麻生久美子（粤語配音：王慧珠）
坂上法律事務所主持律師，不時會引薦案件到dele.LIFE事務所，對弟弟圭司孤僻的行徑很擔心，因此希望幫他找個助手，便找上祐太郎。

#### 客串演員
★為委託人
第1話
- 安岡春雄（週刊真相記者） - 本多章一★
- 片山薫（警察廳城南警察署 會計部 事務職員） - 江口德子（粤語配音：莊巧兒）
- 牧野仁志（警察廳城南警察署 刑事部組織犯罪對策課 巡査部長） - 般若 （粵語配音：李家傑）
- 安岡俊（安岡與由季的兒子） - 川口和空（粤語配音：梁佩瑤）
- 小池勳（警察廳城南警察署 刑事部組織犯罪對策部 警部補） - 湯江竹之
- 內海忠彥（警視廳城南警察署 刑事部組織犯罪對策部 巡査部長） - 高橋良平
- 三浦康介（警視廳城南警察署 刑事部組織犯罪對策課 巡査部長） - 藤原智之
- 檢控官 - 岩田知幸
- 法官 - 田中啓三
- 傍聽 - 花戸祐介
- 警察 - 安部賢一
- 少年 - 佐藤令旺

第2話
- 宮內詩織（女孩酒吧「GAFF」店員 兼 女子乐队「薄荷糖」成員） - KOM_I（星期三的康帕內拉）★（粵語配音：顧詠雪）
- 春田沙也加（女孩酒吧「GAFF」店員 兼 女子乐队「薄荷糖」主音） - 石橋静河（粵語配音：羅婉楓）
- 宮內康子（詩織母親・宮內妻子） - 辻沢杏子
- 安奈（女孩酒吧「GAFF」店員 兼 女子乐队「薄荷糖」成员） - 夏子
- 光（女孩酒吧「GAFF」店員 兼 女子乐队「薄荷糖」成員） - 片山友希
- 女孩酒吧「GAFF」客人 - 野村修一、太一、神谷亮太
- 公寓管理人 - 内藤知也
- 詩織的公寓鄰居 - 米澤史織
- 宮內正路（詩織父親・東都爱乐乐团的指揮者） - 中村育二（粤語配音：何偉誠）

第3話
- 江角幸子（海鸥理髪店 店主） - 余貴美子（粤語配音：黃鳳兒）
- 五藤卓（43年前過激派組織成員） - 吉見征樹
- 濱口（凑街商店街振興組合 組合長） - 久保晶
- 理发師的夫妻 - 森山米次、松本海希（粤語配音：、朱妙蘭）
- 大和調査会 京濱分社 社員 - 友寄
- 公安 - 上谷建一、板井健二、荒張幸作、磯部修一
- 浦田文雄（凑照相館 店主・公安王牌） - 高橋源一郎★ （粤語配音：黃志成）

第4話
- 日暮裕司（前天才超能力少年） - 野田洋次郎★（RADWIMPS）（幼少期：蒲田優惟人) （粤語配音：陳成港）
- 松井美香（日暮的最後委託人・松井與恭子的女兒） - 松本若菜（10歳：菊地麻衣）（粤語配音：李莎娜）
- 日暮惠子（日暮的叔母） - 圈城寺绫（粤語配音：黃鳳兒）
- 鎌田直樹（電視台的常務董事） - 佐藤貢三
- 宗澤地產 職員 - 諏訪太朗
- 松井恭子（松井妻子・25年前失蹤） - 小出奈央
- 警察 - 宮川浩明、松井秀气
- 老闆 - 内野智
- 火葬場職員 - ト字高尾（粤語配音：何家裕）
- 電視台職員 - 佐野元哉
- 川口（電視台接待員） - 八代水濑
- 松井沙羅（美香的女兒・幼稚園生） - 落井實結子
- 記者 - 和田亮太
- 松井重治（退休人士） - 矢島健一

第5話
- 楠瀨百合子（聰史的青梅竹馬） - 橋本愛（粵語配音：何凱怡）
- 宮田翔（聰史的朋友） - 渡邊大知（黑猫切尔西）
- 天利聰史（上叶体育馆職員） - 朝比奈秀樹 ★（粵語配音：蔡威賢）
- 聰史母親 - 佐藤直子（粤語配音：李莎娜）
- 足立區立北瀬小學 教師 - 永島和明
- 調酒師 - 朝日花奈
- 澤渡明奈（圭司前女友） - 柴崎幸（粤語配音：莊巧兒）

第6話
- 石森純子（永正大學附屬中學 3年C組生徒・半年前自殺） - 山田愛奈（粤語配音：莊巧兒）
- 小川優菜（永正大學附屬中學 3年C組生徒・純子朋友） - 中田青渚（粤語配音：梁佩瑤）
- 石森美穂（純子母親・石森妻子） - 霧島玲香
- 廣瀨（食夢獏） - 平原哲
- 石森俊一（純子父親） - 横田榮司
- 田邊俊一（永正大學附屬中學 3年C組生徒・純子朋友） - 高橋楓翔
- 殿村知之（永正大學附屬中學 3年C組生徒・純子朋友） - 小野寺晃良
- 關根舞美（永正大學附屬中學 3年C組生徒・欺凌被害者） - 渡邊璃音
- 真鍋静香（永正大學附屬中學 3年C組生徒・純子朋友） - 羽野瑠華（粵語配音：王慧珠）
- 森岡（隱青） - 横山幸汰
- 脇田（發現純子遺體的警官） - 光平崇弘
- 渡邊（永正大學附屬中學 3年C組教師） - 的場司（粵語配音：蔡威賢）

第7話
- 笹本清一（死囚） - 塚本晋也
- 上野兼人（西餐厅「高级小酒馆」店主） - 木乃伊丁（粤語配音：何偉誠）
- 和田保（和田商店 店主） - 岡部隆（粵語配音：蔡威賢）
- 上野成美（上野妻子） - 原田佳奈
- 宮川茜（宮川女兒） - 仁村紗和
- 宮川新次郎（川本市市議會議員） - 千葉哲也
- 上野美奈子（兼人母親・腦退化） - 吉村實子
- 江波雄二（藥物販賣者・8年前毒物混入事件中死亡） - 中村元氣
- 中山剛（土木公司社長・8年前毒物混入事件中死亡） - 田崎敏见
- 和田博美（和田母親・8年前毒物混入事件中死亡） - 菱沼鹤子
- 福山若菜（兒童福祉施設「杉并键的樹」職員） - 北浦愛（粤語配音：莊巧兒）
- 兒童福祉施設「杉并键的樹」院長 - 中野剛
- 笹本隆（笹本兒子）★ - 西谷帆澄
- 上野幸子（兼人與成美女兒・8年前毒物混入事件中死亡） - 小吹奈合緒

最終話
- 仲村毅（民事黨 眾議院議員） - 大森宏
- 辰已仁志（律師）★ - 大塚明夫
- 赤城裕也（仲村親信） - 大西武志
- 辰巳陽一（辰巳兒子） - 大塚广田（粵語配音：蔡威賢）
- 原田（警察） - 野添義弘
- 真柴和人（祐太郎與鈴父親） - 長谷川公彦（第7集亦有出演）
- 真柴美紗子（祐太郎與鈴母親・和人前妻） - 久野真季子（第7集亦有出演）
- 真柴鈴（祐太郎妹・9年前死亡） - 田畑志真
- 關（三波資料服務公司 職員） - 村本明久
- 長門徹朗（仲村親信） - 重松隆志
- 仲村的司機 - 天田暦
- 畠田晶（三波資料服務公司 職員） - 額川大和
- 警察 - 伊藤浩志

## 播出日程
| 各集  | 播出日期 | 中文標題                                               | 劇本     | 導演     |
| ----- | -------- | ------------------------------------------------------ | -------- | -------- |
| 第1集 | 7月27日  | 死亡後,將會刪除不應存在的資料                          | 本多孝好 | 常廣丈太 |
| 第2集 | 8月3日   | 死亡亦不能刪除 死亡訊息的真相與她的秘密                | 渡边雄介 | 常廣丈太 |
| 第3集 | 8月10日  | 與玫瑰相連的未解決事件…28年來監視的男人與被監視的女人  | 青島武   | 瀧本智行 |
| 第4集 | 8月17日  | 遺留的畫是25年前失蹤事件的線索                         | 瀧本智行 | 瀧本智行 |
| 第5集 | 8月24日  | 婚約者並不是她 意識不明的委託人所隱藏的秘密與2人的過去 | 本多孝好 | 常廣丈太 |
| 第6集 | 8月31日  | 被雪地埋藏的少女屍體與己已刪除的日記                   | 金城一紀 | 常廣丈太 |
| 第7集 | 9月7日   | 死刑犯的自白~犯人在那裏~陷入迷宮的隨機殺人事件         | 徳永富彦 | 常廣丈太 |
| 第8集 | 9月14日  | 2人的秘密與最後的工作~刪除資料亦不能抹殺的記憶         | 本多孝好 | 常廣丈太 |

## 獎項
- 銀河賞
  - 2018年9月度月間獎
  - 第56回電視劇部門優秀獎（為朝日電視台初次取得連續劇優秀獎）
  - 第56屆電視部門個人獎：菅田將暉（『菅田將暉电视』『與3年A班－從此刻起，大家都是我的人質－』一同）
- CONFiDENCE日劇大獎
  - 第13屆男主角獎：山田孝之・菅田將暉
  - 年間大獎2018男主角獎：山田孝之・菅田將暉
- 第98回日劇學院賞 監督獎：常廣丈太・瀧本智行
- 第27回橋田獎：菅田將暉（與『致命之吻』一同）

## 相關報導
- 2018.08.30 《風傳媒》刪除還是保留？從日劇《dele 刪除人生》看「數位遺物」（页面存档备份，存于）
- 2018.10.07 《上報》《dele刪除人生》：關於那些不能說的秘密（页面存档备份，存于）

## 外部連結
- 朝日電視台《dele(删除)》（页面存档备份，存于）（中文）